# Международная организация гражданской обороны
Международная организация гражданской обороны (МОГО) — англ. International Civil Defence Organisation (ICDO), фр. Organisation internationale de Protection Civile (OIPC). Находится в Женеве, Швейцария. Организация объединяет 61 государство член МОГО и 16 государств наблюдателей МОГО, более двадцати аффилированных членов.
Исполняет обязанности Генерального секретаря организации с 31 января 2025 года представитель Российской Федерации г-н Лапин Роман Петрович . Его предшественником на посту Генерального секретаря МОГО с 2020 по 2025 г. была представитель Камеруна г-жа Нжупуо ЯП Мариату. МЧС России является активным полноправным членом МОГО с 1993 года и участвует во всех кампаниях, проводимых этой организацией.

## История
В 1932 году французский генерал медицинской службы Жорж Сен-Поль (фр. Georges Saint-Paul) основал в Париже Ассоциацию «Женевских зон» (фр. Lieux de Genève Association), которая впоследствии переросла в Международную организацию гражданской обороны. Под «Женевскими зонами» (Женева — место рождения Анри Дюнана, основателя Красного Креста) понимались нейтральные зоны или открытые города, где в период войн могли найти убежище определённые категории гражданского населения. В 1935 году по инициативе Ассоциации «Женевских зон» французский Парламент принял резолюцию, в которой предложил Лиге Наций «изучить возможности создания в каждой стране посредством соглашений, ратифицирующихся в Лиге Наций, мест, районов или зон, которые были бы свободны от какой-либо военной активности или становились бы таковыми в период военных конфликтов …». Генерал Сен-Поль умер в 1937 году, в том же году была удовлетворена его просьба о переводе Ассоциации из Парижа в Женеву.
Активная деятельность Ассоциации в период Гражданской войны в Испании в 1936 году и во время конфликта между Японией и Китаем в 1937 г. позволили создать нейтральные зоны для гражданского населения в городах Мадриде и Бильбао (Испания) и в Шанхае и Нанкине (Китай). Данный опыт был очень ограниченным, однако он показал, что идея нейтральных зон может быть реализована при определённых условиях. К сожалению, в период Второй Мировой войны ни одна из воюющих сторон не согласились создать или признать безопасные зоны в интересах другой стороны. После войны в 1949 году Дипломатическая Конференция, проходившая в Женеве, обновила первые три Женевские Конвенции и одобрила четвертую по защите гражданского населения в период войн.
В 1958 году Международная Ассоциация «Женевских зон» трансформируется в Международную организацию гражданской обороны. Её задачи были значительно расширены. Она получила право устанавливать связи между национальными организациями гражданской обороны, и способствовать проведению исследований в области защиты населения, организовать обмен опытом и координировать усилия по предотвращению, готовности и действиям в чрезвычайных ситуациях.
В 1972 году после проведения Второй международной конференции по радиологической защите состоялась Ассамблея делегаций, на которой представители государств-членов МОГО утвердили текст современного Устава организации, представляющего собой международную конвенцию. Он вступил в силу 1 марта 1972 года и предоставил МОГО статус международной межправительственной организации.
Заметный вклад в укрепление организации и передачу российских технологий и техники помощи в чрезвычайных ситуациях внесли российские представители в организации и ежегодные международные московские выставки МЧС России. Отряды российских спасателей по приглашению правительств пострадавших стран и под эгидой МОГО работали на местах ЧС по всему миру и зарекомендовали себя одними из лучших в мире.

## Международный день гражданской обороны
По решению 9-й Генеральной Ассамблеи Международной организации гражданской обороны (МОГО) ежегодно 1 марта отмечается как Международный день гражданской обороны (гражданской защиты). (С французского языка, на котором говорил основатель МОГО (ассоциации «Женевских зон») Жорж Сен-Поль термин «Protection civile» переводится специалистами на русский язык и как «гражданская оборона», и как «гражданская защита».) Провозглашая его, Генеральная Ассамблея ставила своей целью более глубокое ознакомление общественности с задачами гражданской обороны и пропаганду её деятельности по защите населения, собственности и окружающей среды.